# Капорали, Бартоломео
Бартоломео Капорали (итал. Bartolomeo Caporali; 1420, Перуджа — 1505, Перуджа) — живописец эпохи итальянского Возрождения умбрийской школы. Представитель большой семьи художников из Перуджи.

## Семья художников Капорали
Бартоломео Капорали родился в городе Перуджа. Его отец был военным, хорошо обученным кавалеристом по прозванию «Капрал», уроженцем Масса-Ломбарды (Эмилия-Романья). Имеются некоторые сведения о его художественном образовании, а его имя упоминается в списке членов Гильдии живописцев в 1442 году. Бартоломео Капорали женился на Бриджиде ди Джованни Картолари (до 1480 года); у них было семеро детей: три дочери, Кандида, Лукреция и Лаура, и четыре сына, Джованни Баттиста, Камилло, Джанпаоло и Эусебио. Его брат — Джапеко (?) — живописец-миниатюрист. Сын — Джованни Баттиста Капорали (1476—1560), живописец и архитектор, работал под влиянием фра Беато Анджелико, Беноццо Гоццоли и Пьетро Перуджино, учитель Галеаццо Алесси, работал в Перудже и Риме. Его брат — Джованни Паоло — ювелир, «золотых дел мастер». Сын Джованни Баттиста — Джулио Капорали — был живописцем.

## Жизнь и творчество Бартоломео Капорали
Согласно записям о жилье, в 1456 году Бартоломео жил в доме недалеко от Сан-Мартино в Перудже, которым он владел совместно со своим братом Джапеко. Бартоломео посещал мастерские живописи в родном городе, в первую очередь он был живописцем, но также известен выполнением миссалов (богослужебных книг), реставрационных работ, рисунков гербовников, знамён и праздничных украшений. Многие историки искусства утверждают, что он учился у Беноццо Гоццоли, чье влияние заметно во многих ранних работах Капорали. Однако, согласно официальным записям, Гоццоли не ездил в Умбрию, пока Капорали не исполнилось тридцать лет.
На раннем этапе манера Капорали формировалась под влиянием Бенедетто Бонфильи, а позднее, на заключительном этапе его творчества, — Фьоренцо ди Лоренцо и Пинтуриккьо.
Ранние работы Капорали не имеют чёткой атрибуции: и «Мадонна с Младенцем» в Уффици, и «Поклонение волхвов с распятием» в Национальной галерее в Лондоне приписываются ему или Бенедетто Бонфильи.
Помимо того, что он был художником, Бартоломео Капорали принимал активное участие в политике Перуджи. Он был приором своего города, камерлингом Общества иллюминаторов, был избран Капитаном народа (Capitano del popolo) и занимал руководящие должности в Гильдии живописцев Умбрии несколько раз на протяжении своей жизни. Его мнение ценили в художественном сообществе, его часто приглашали атрибутировать произведения других художников. Он был известен ровным темпераментом, и в одном случае его описывают как «флегматика».
Как и у большинства художников эпохи Возрождения, индивидуальный стиль Капорали менялся на протяжении всей его жизни, поскольку он находился под влиянием разных мастеров. Среди них были Гоццоли, Боккати, Бонфильи, Перуджино, Фьоренцо ди Лоренцо и Пинториккьо. Качество его произведений снизилось с возрастом, до такой степени, что его рука почти неузнаваема в его последних картинах.

## Галерея

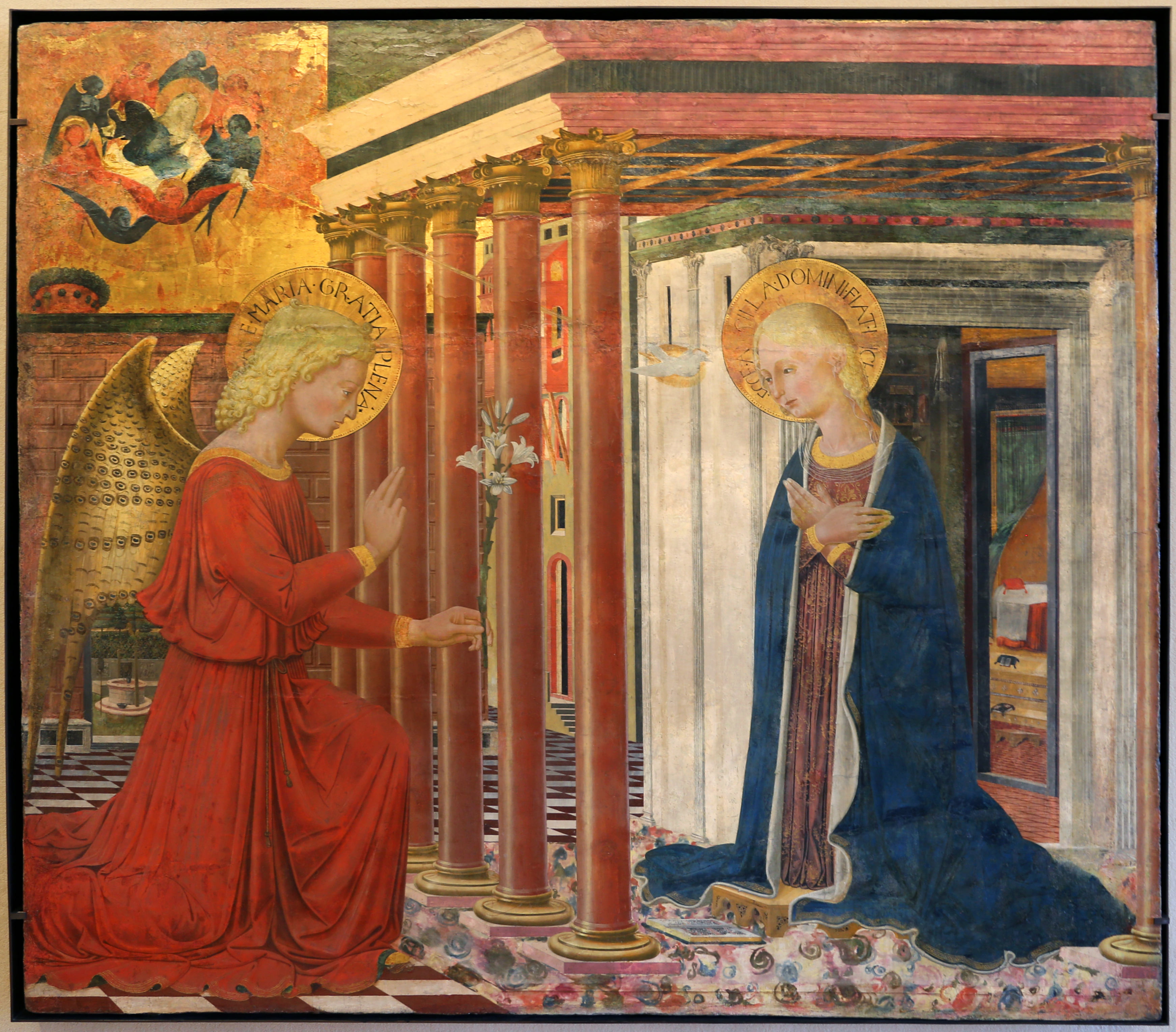
Благовещение. Ок. 1460. Дерево, темпера, золочение. Музей Пти-Пале, Авиньон
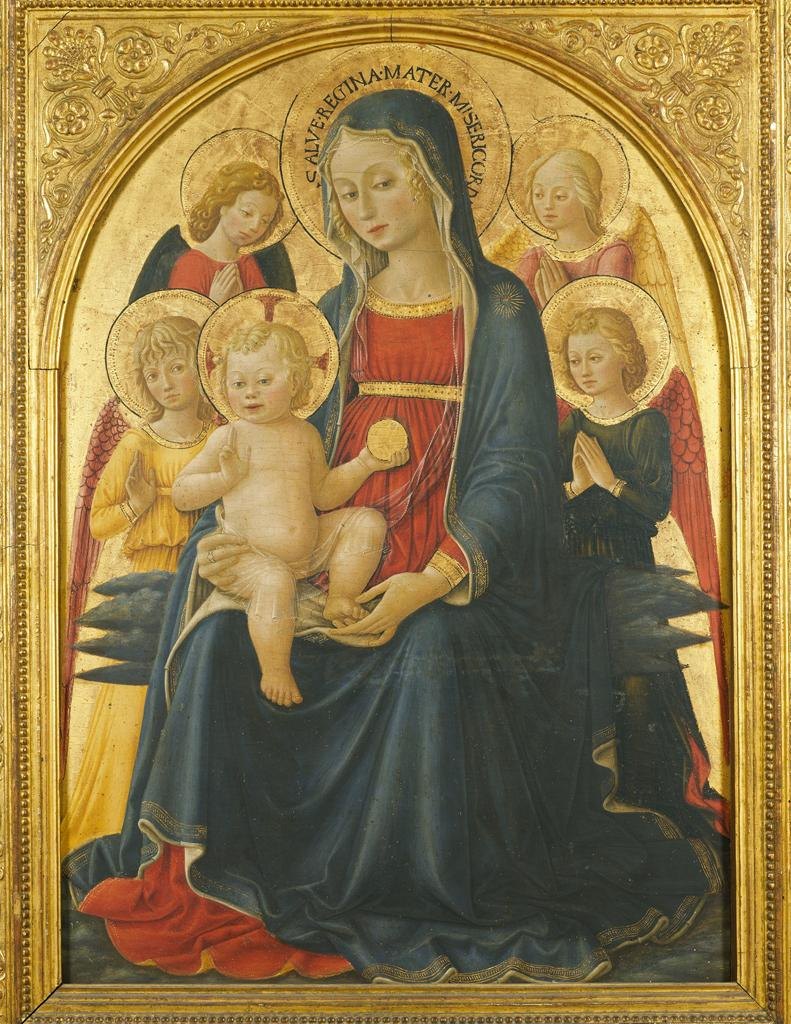
Мадонна с Младенцем и четырьмя ангелами. 1450. Дерево, темпера, золочение. Уффици, Флоренция
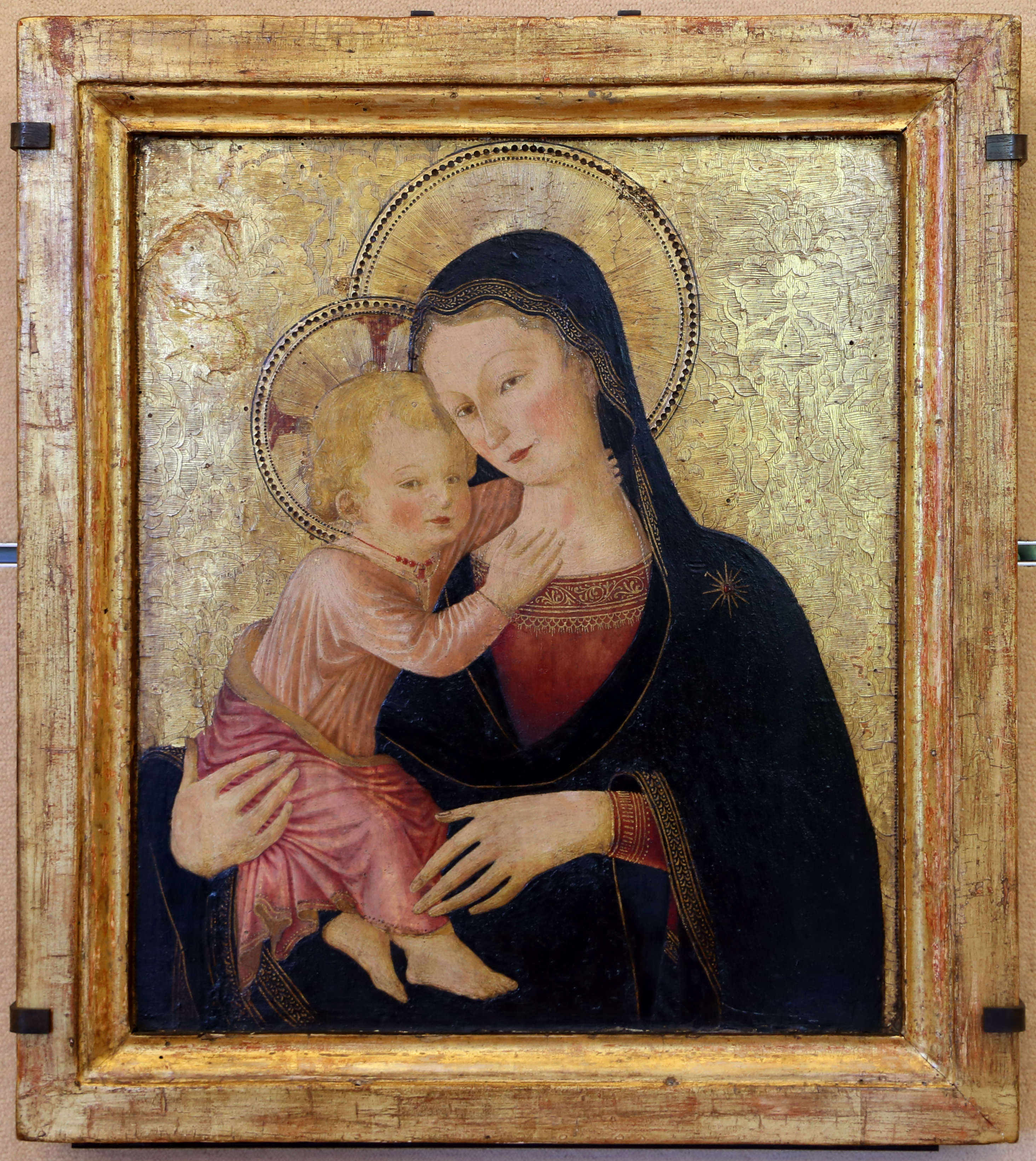
Мадонна с Младенцем. Между 1400 и 1500. Дерево, темпера, золочение. Музей Пти-Пале, Авиньон
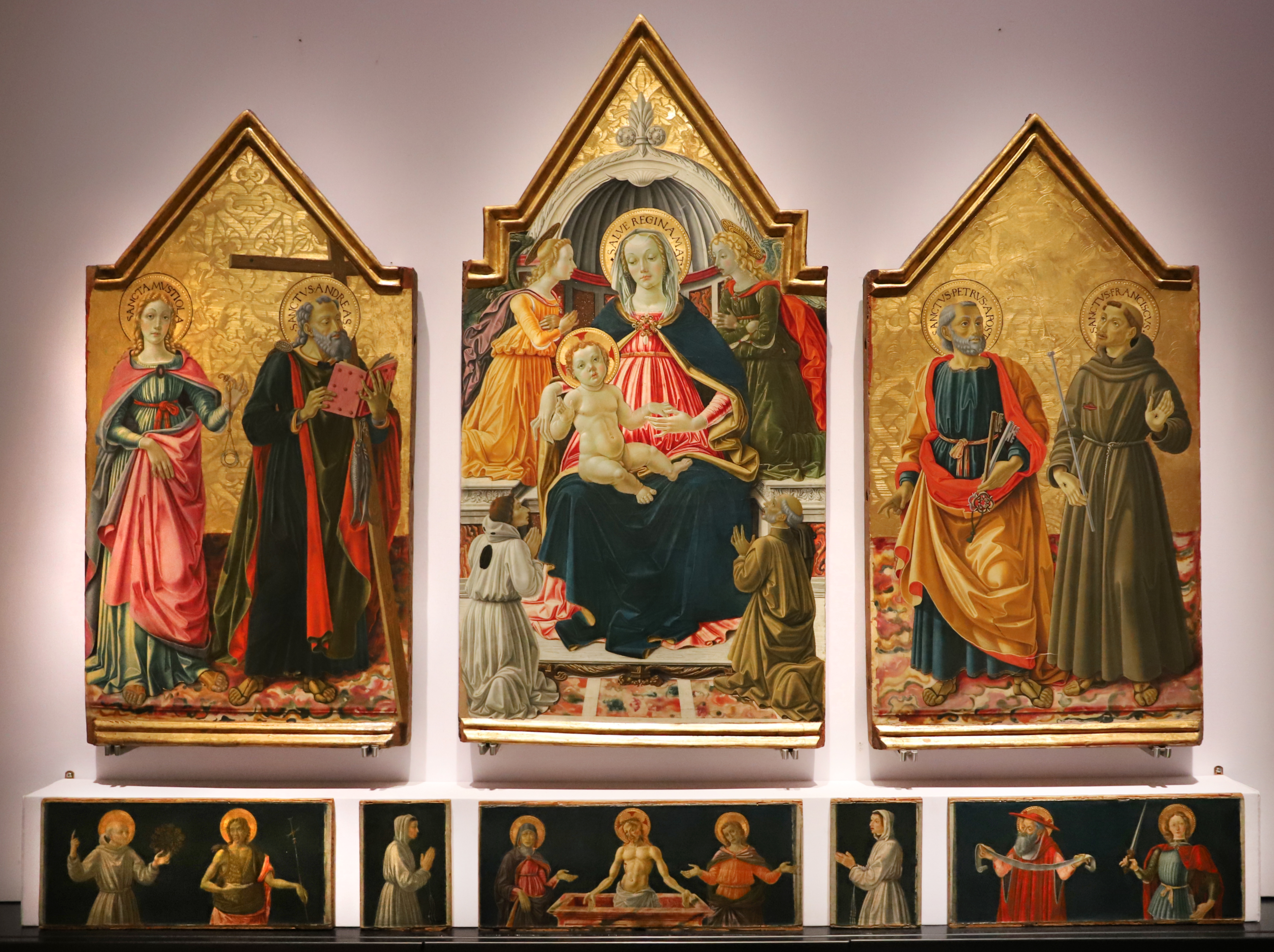
Триптих правосудия. 1475. Дерево, темпера. Национальная галерея Умбрии, Перуджа
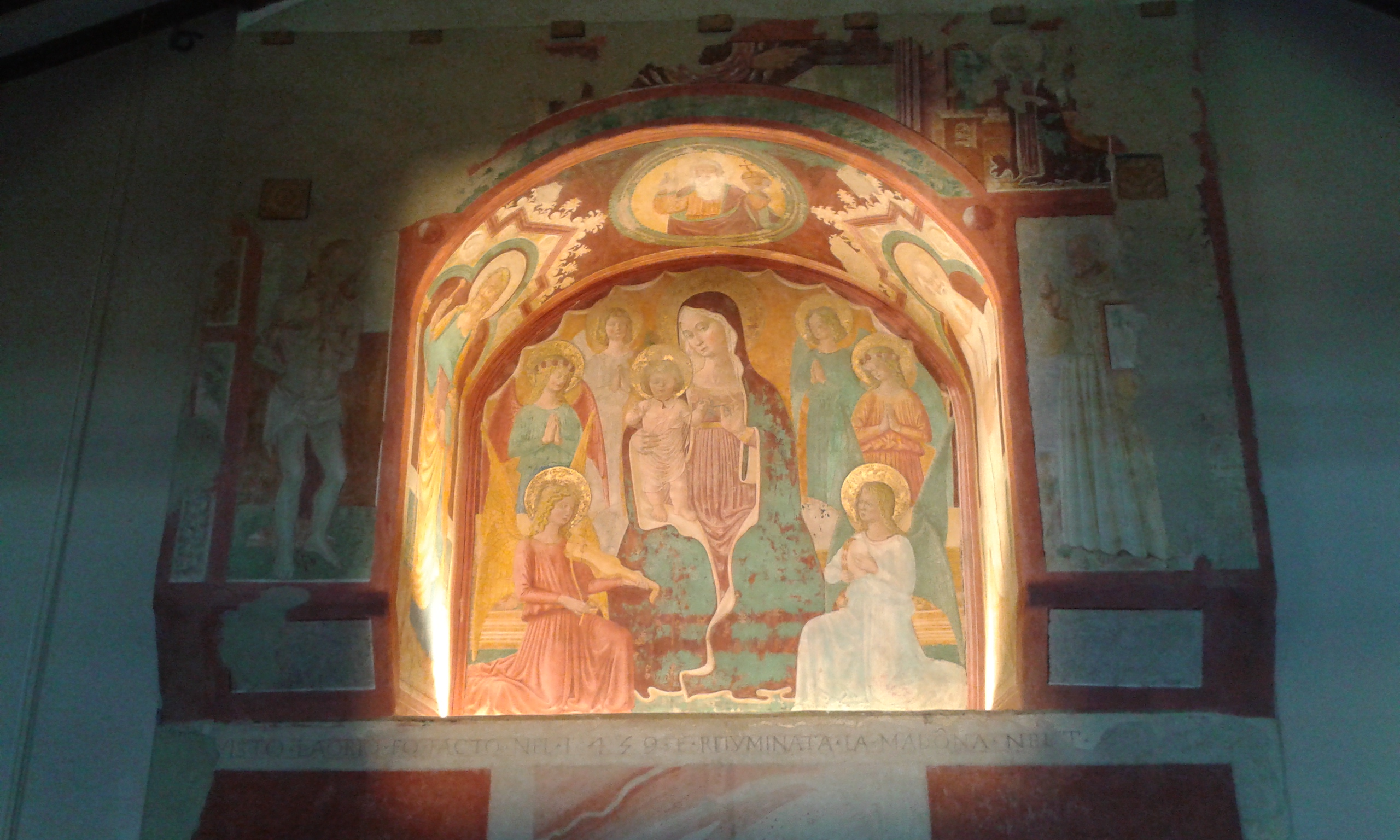
Мадонна дель Фанчулло. Фреска
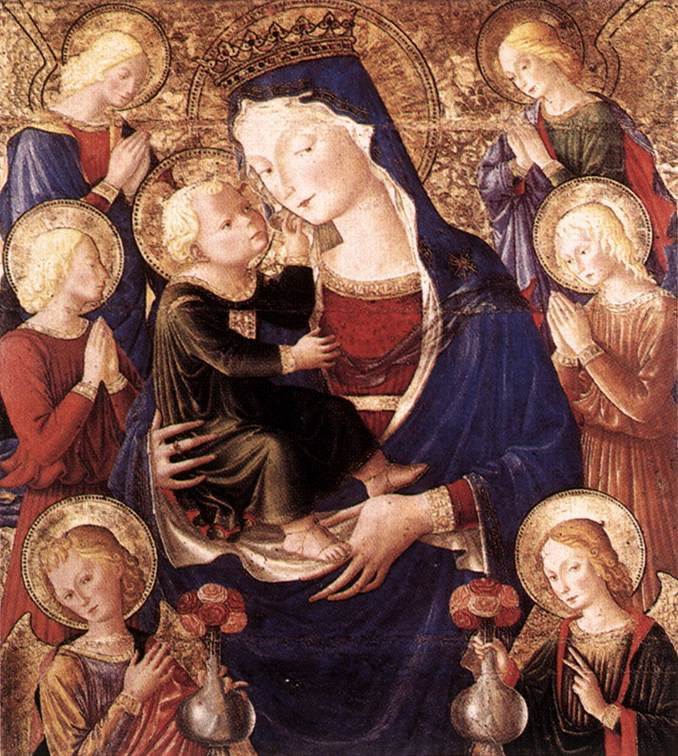
Мадонна с Младенцем и ангелами. 1477. Дерево, темпера. Национальная галерея Умбрии, Перуджа